# 12926 Браянмезон
12926 Браянмезон (12926 Brianmason) — астероїд головного поясу, відкритий 27 вересня 1999 року.
Тіссеранів параметр щодо Юпітера — 3,321.